# ラヤン・レバジ
ラヤン・レバジ（Rayan Rebbadj、1999年8月15日 - ）は、トップ14RCトゥーロンに所属するラグビー選手。

## プロフィール
- フランス出身[1]。
- ポジションはセンター(CTB)。
- 身長 190cm、体重 100kg

## 略歴
RCポートドボークを経て、2018年、RCトゥーロンに加入。
2024年、2024パリ五輪の7人制フランス代表に選ばれて金メダル獲得。